# Caino (romanzo)
Caino (Caim) è  un romanzo di  José Saramago pubblicato nel 2009.  Si tratta dell'ultimo romanzo del grande scrittore portoghese, pubblicato in Italia nel 2010 per la casa editrice Feltrinelli.

## Trama
(José Saramago, Caino)
Dio crea Adamo ed Eva e li pone nel paradiso terrestre. Adamo ed Eva, mangiando il frutto dell'albero del bene e del male, infrangono il comando divino e vengono cacciati dall'Eden; a guardia del paradiso terrestre viene posto un cherubino con una spada di fuoco. Trovandosi senza cibo, Eva decide di chiedere all'angelo guardiano di poter rientrare nel paradiso terrestre per poter raccogliere i frutti con cui sfamarsi; l'angelo, oltre a portare i frutti a Eva e probabilmente ingravidarla, confida ad Adamo ed Eva che esistono altri uomini sulla terra e consiglia loro di incontrarli.
Adamo ed Eva, accendono un falò per richiamare a sé gli uomini che vivono sulla terra e aggregarsi a loro. Durante la vita nella nuova comunità umana, Adamo ed Eva hanno tre figli: Caino, Abele e Set.
Una volta diventati adulti, Abele diventa pastore e Caino agricoltore; per onorare Dio, Abele sacrifica i suoi agnelli, mentre Caino offre i prodotti della terra. I doni di Abele sono preferiti da Dio, mentre quelli di Caino non vengono ritenuti soddisfacenti. Gli sberleffi di Abele portano Caino al fratricidio; come conseguenza di questo gesto, Dio, ritenuto da Caino unico colpevole della morte di Abele, castiga Caino a viaggiare per la terra con un segno sulla fronte. Come mediazione e divisione della colpa della morte di Caino, Dio rende impossibile a tutti gli uomini di ucciderlo.
Lasciate le terre in cui abitavano Adamo ed Eva, Caino si trasferisce nelle terre di Nod: questo territorio è governato in maniera assoluta da Lilith, moglie infedele di Noah. Caino viene sedotto da Lilith, diventa il suo amante e viene rinchiuso nel suo palazzo. Dopo esser scampato a un tentato omicidio progettato da Noah, Caino mette incinta Lilith e lascia il palazzo.
Per Caino comincia un peregrinazione nel tempo, nel passato e nel futuro, nella quale vive alcuni episodi principali che compaiono nell'antico testamento: il sacrificio di Isacco da parte di Abramo, fermato dalla mano di Caino (e non dall'angelo, come invece viene riportato nella Bibbia), la distruzione della torre di Babele, l'annientamento di Sodoma e Gomorra, le guerre di Giosuè, le leggi di Mosè.
Dopo un ritorno momentaneo alle terre di Nod e un ricongiungimento con Lilith, Caino incontrerà Noè che sta costruendo l'arca. Caino si imbarca sull'arca ma come vendetta nei confronti di Dio uccide tutti i membri dell'equipaggio, tranne Noè che si lancerà da solo in acqua.

## Edizioni italiane
- José Saramago, Caino, traduzione di Rita Desti, collana "I narratori", Milano, Feltrinelli, 2010, ISBN 978-88-07-01806-0.
- José Saramago, Caino, stessa traduzione, collana "UEF" n. 2312, Milano, Feltrinelli, 2012, ISBN 978-88-07-72312-4.